# Stenotabanus brunneus
Stenotabanus brunneus är en tvåvingeart som beskrevs av Wilkerson 1979. Stenotabanus brunneus ingår i släktet Stenotabanus och familjen bromsar.
Artens utbredningsområde är Colombia. Inga underarter finns listade i Catalogue of Life.